# Agrilus bonvouloirii
Agrilus bonvouloirii é uma espécie de inseto do género Agrilus, família Buprestidae, ordem Coleoptera.
Foi descrita cientificamente por Murray, 1868.